# Fouquet, l'homme au masque de fer
Fouquet, l'homme au masque de fer è un cortometraggio muto del 1910 diretto da Camille de Morlhon.
È uno dei primi film dedicati al misterioso personaggio della Maschera di Ferro, una storia che è stata ripetutamente adattata per il cinema fin dai tempi del muto.

## Produzione
Il film fu prodotto dalla Pathé Frères, sotto il nome Série d'Art Pathé Frères.

## Distribuzione
Distribuito dalla Pathé Frères, uscì nelle sale cinematografiche francesi nel 1910.